# Theridion kiliani
Theridion kiliani là một loài nhện trong họ Theridiidae.
Loài này thuộc chi Theridion. Theridion kiliani được miêu tả năm 1990 bởi Müller & Heimer.